# كريس ووكر (لاعب كرة سلة أمريكي)
كريس ووكر (25 ديسمبر 1969 - ) (بالإنجليزية: Chris Walker)‏ هو مدرب كرة سلة ولاعب كرة سلة أمريكي في مركز هجوم خلفي. لعب مع Villanova Wildcats ‏.

## وصلات خارجية
- كريس ووكر على موقع كلية كرة السلة في سبورتس رفرنس.كوم (الإنجليزية)